# Liste de personnalités nées à Lévis
Liste des personnalités nées à Lévis et dans les anciennes villes environnantes (Lauzon, Bienville, Saint-David-de-l'Auberivière, Saint-Romuald, Pintendre, Breakeyville, Charny, Saint-Nicolas, Saint-Rédempteur, Saint-Étienne-de-Lauzon, Saint-Joseph-de-Lévis et Saint-Jean-Chrysostome) qui forment le nouveau Lévis depuis 2002. 

## Monde des affaires

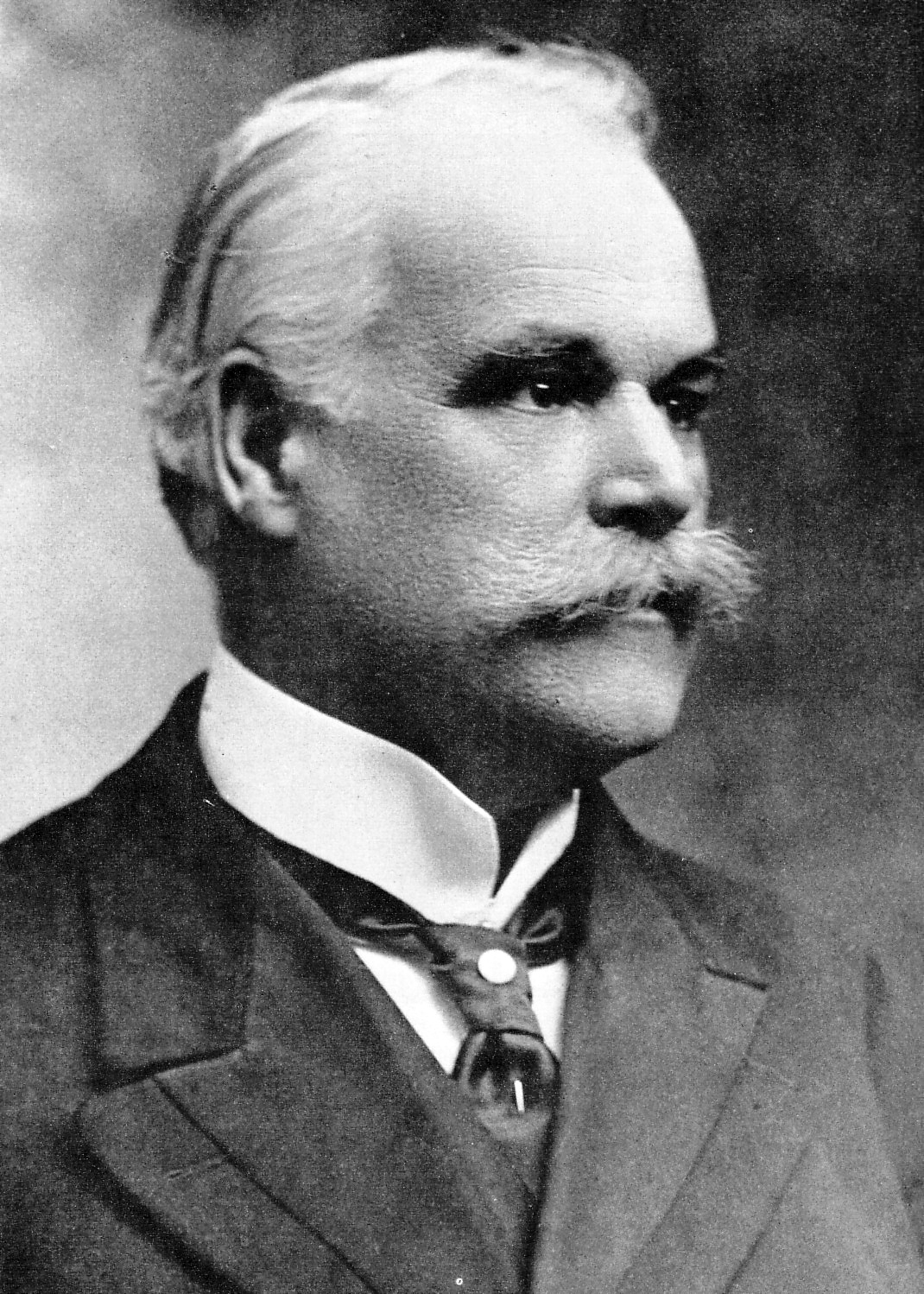
Alphonse Desjardins, fondateur des Caisses populaires Desjardins

- Alphonse Desjardins (1854-1920), fondateur des Caisses populaires Desjardins.
- François Lemieux (1811-1864), directeur de la compagnie du Grand Tronc.
- Peter McKenzie (1850-1930), commerçant de fourrures, prospecteur, homme d'affaires et découvreur de gisements de cuivre dans la région du lac Chibougamau.
- Michel Bélanger (1929-1997), économiste, haut fonctionnaire et un banquier québécois. Coprésident de la Commission Bélanger-Campeau.
- Michel Gervais (1944-), 22e recteur de l'université Laval de 1987 à 1997.
- Robert L'Herbier (né Robert Samson) (1921-2008), chanteur et vice-président de la programmation et de la production à la station CFTM-TV (Télé-Métropole/réseau TVA) de 1968 à 1986.
- Sophie Brochu, présidente et chef de direction d'Energir (anciennement Gaz Metro), de 2007 à 2019. Présidente directrice-générale d'Hydro-Québec (2019-2023).
- John R. Porter  (28 avril 1949 -), historien de l'art, conservateur de musée et professeur québécois. Il a dirigé le Musée National des Beaux-arts du Québec de 1993 à septembre 2008.

## Arts et culture
Acteurs

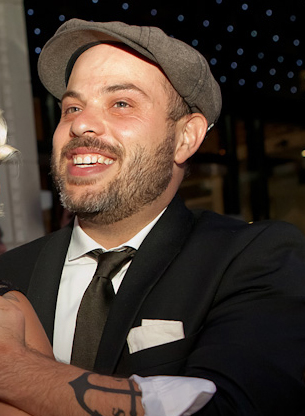
Frédérick Pelletier

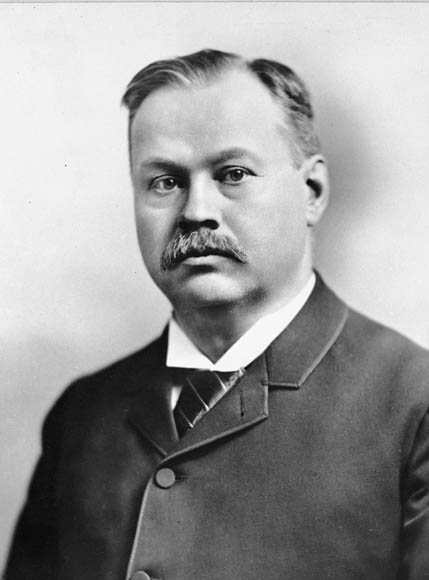
Louis-Honoré Fréchette

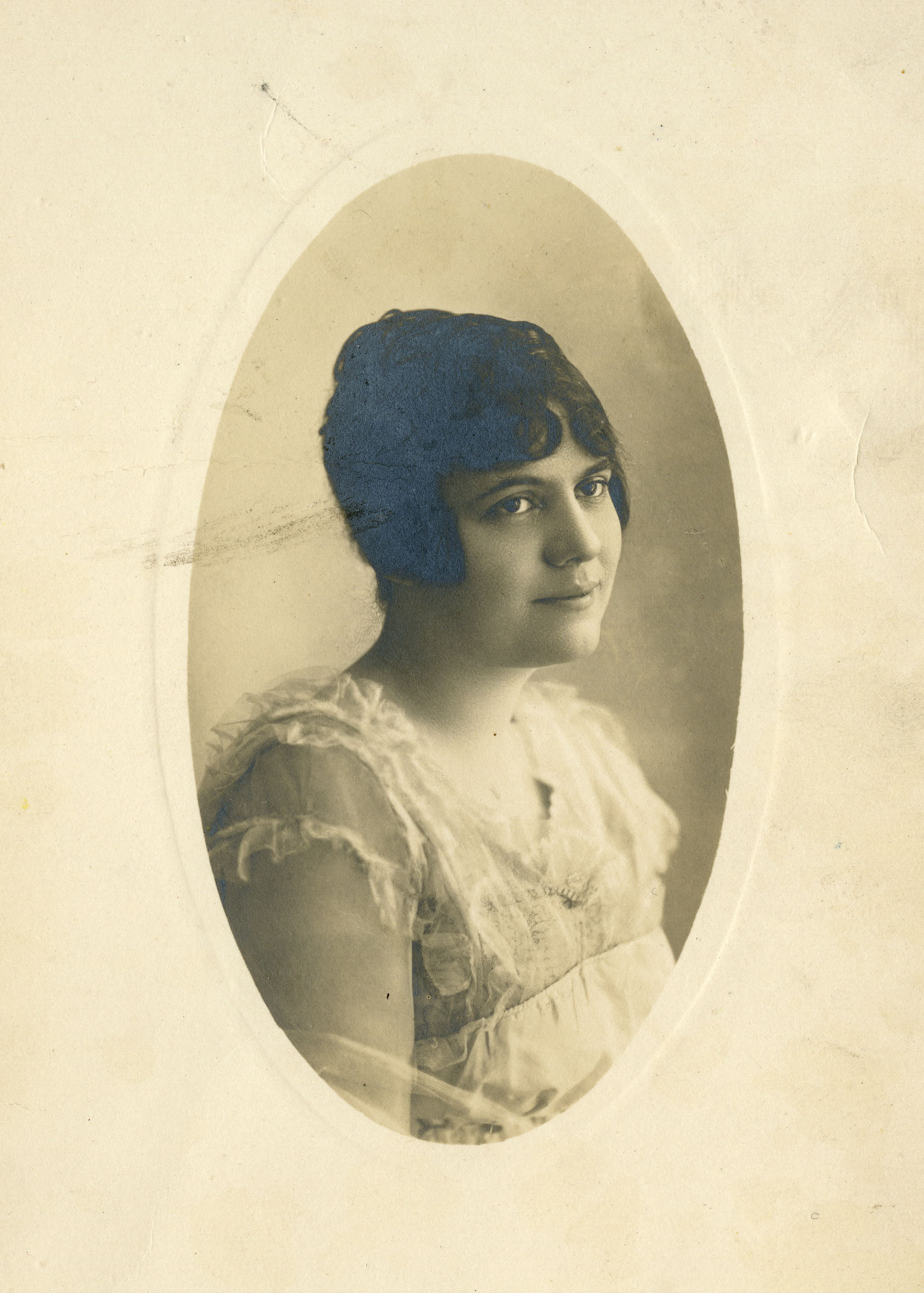
Adrienne Roy-Vilandré

- Céline Bonnier (1965-), comédienne, née à Lévis (Saint-David-de-l'Auberivière).
- Frédérick De Grandpré (1972-), né à Saint-Nicolas. Acteur qui a joué dans Quadra, Le négociateur et, actuellement, dans Mémoires vives.
- Hubert Proulx (1979- ), il a fait ses études secondaires à l'École secondaire les Etchemins de Charny.
- Marcel Leboeuf (1954-), né à Lévis. Il a habité au 22-A rue Fraser jusqu'à l'âge de 13 ans. Il a joué dans plusieurs séries télévisées, dans plusieurs pièces de théâtre ainsi que dans plusieurs films québécois. Il est également un conférencier réputé.
- Raymond Bouchard (1945-), né dans la paroisse Sainte-Bernadette-Soubirous de Lauzon, il a surtout vécu sur la rue Fagot à Bienville. Il est un acteur qui a joué notamment dans La Grande Séduction en 2003.
- Stéphane Breton (1969-), né à Lauzon. Sa famille a résidé sur la rue Saint-Joseph et il a été élevé sur la rue Hypolite-Bernier. Il a joué notamment dans le film Québec-Montréal en 2002 et dans les séries télévisées Mon meilleur ennemi et Les Invincibles (2005-).
- Vincent Bolduc (1978-), né dans la paroisse Christ-Roi de Lévis. Il est animateur et acteur au cinéma.

Caricaturiste
- Serge Métivier alias « Métyvié le caricaturiste » (1954-), né à Lévis. Il a participé à plusieurs émissions du réseau TVA.

Écrivains
- Gaétan Brûlotte, (1945-) né à Lauzon.
- Louis-Honoré Fréchette (1839-1908), né à Saint-Joseph-de-la-Pointe-Lévy. Poète, dramaturge, écrivain et premier Québécois à remporter le prix Montyon de l'Académie française en 1880.
- Pierre Morency (1942-), né à Lauzon. Chevalier de l’Ordre des Arts et des Lettres de France, officier de l'Ordre du Canada et chevalier de l'Ordre national du Québec.
- Jean-Jacques Pelletier (1947-). Né à Lauzon.
- Simon Dumas (1976-), né à Lévis, poète et artiste multidisciplinaire.

Humoriste
- Michaël Rancourt (1963-), né à Charny, imitateur et ancien membre du trio « Les 3 ténors de l'humour ».

Musiciens (ou auteur-compositeur-interprète)
- Adrienne Roy-Vilandré (1893-1978), né à Lévis. Soprano et folkloriste.
- Ariane Moffatt (1979-), née à Saint-Romuald, auteure-compositrice-interprète.
- Claude Patry (1940-1994), né à Lévis.
- Jean Carignan (1916-1988), né à Lévis.
- Mario Chenart (1961-2019), né à Lauzon. Auteur-compositeur-interprète.
- Robert L'Herbier né Robert Samson (1921-2008) dans la paroisse Saint-Antoine-de-Bienville auteur-compositeur-interprète. Il est le premier chanteur québécois qui enregistra sur disque 45 tours.
- Marie-Ève Laure ( - ), née Marie-Ève Lapierre-Lemoyne à Lévis, auteure-compositrice-interprète.

Peintres
- André Garant (1923-2003), né à Lévis. Il était créateur de la mosaïque de la façade de la Faculté de médecine de l’Université Laval.
- Louise Carrier (1925-1976), née à Lévis, portraitiste.

Photographes
- Richard Baillargeon (1949-), né à Lévis.
- Anne-Marie Proulx (1984-), née à Lévis.

Réalisateur (cinéma et télé)
- Frédérick Pelletier (1975-), né à Lévis, scénariste et réalisateur québécois.

Sculpteur
- Lauréat Vallière (1888-1973), né à Saint-Romuald, sculpteur d'œuvres religieuses.

## Éducation
Historiens

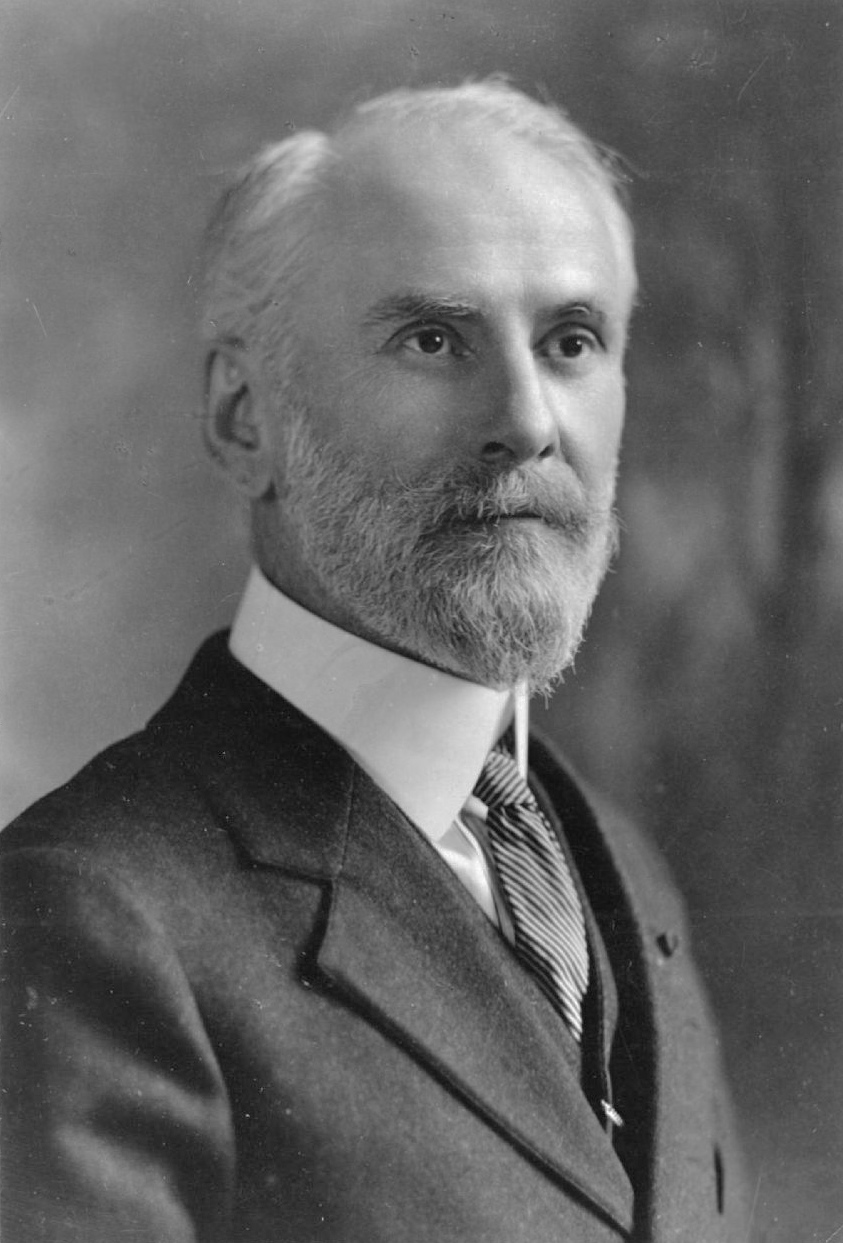
Pierre-Georges Roy, premier archiviste de la Province de Québec et fondateur des Archives nationales du Québec (Bibliothèque et Archives nationales du Québec)

- John R. Porter (1949-), né à Lévis, historien de l'art ancien et directeur-général du Musée national des Beaux-arts de Québec de 1993 à 2008.
- Joseph-Edmond Roy (1858-1913), né à Lévis, historien et huitième maire de Lévis de 1896 à 1900.
- Pierre-Georges Roy (1870-1953), né à Lévis., premier archiviste de la Province de Québec et fondateur des Archives nationales du Québec (Bibliothèque et Archives nationales du Québec).

Professeurs
- Michel Gervais (1944-), né à Lévis, recteur et enseignant de l'Université Laval  de 1987 à 1997.
- Vincent Lemieux (1933-2014), né à Lévis, politicologue et enseignant à l'université Laval, officier de l'Ordre national du Québec et membre de l'Ordre du Canada.

## Justice

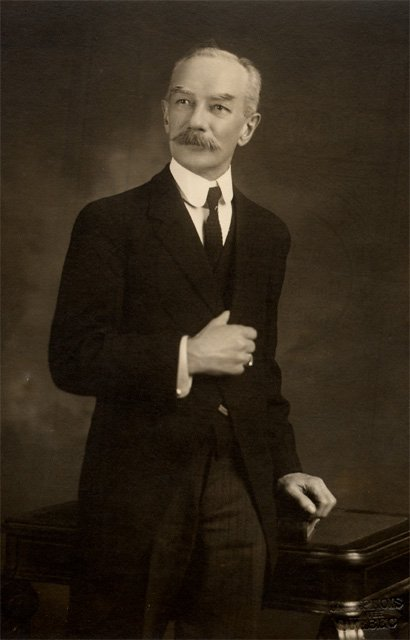
Alphonse Bernier, maire de Lévis de 1907 à 1917 et juge ad-hoc à la Cour suprême du Canada

- Alphonse Bernier (1861-1944), né à Lévis, avocat, député conservateur, maire de Lévis de 1907 à 1917 et juge ad-hoc à la Cour suprême du Canada.

## Médias
Radio
- Dany Bernier (1978-), né à Lévis, animateur à la station Musique Plus et animateur radio pour la station CKOI-FM 96,9 de Montréal.

Télévision
- Marc Thibault (1922-2006), né à Lévis, directeur du service de l'information de la Société Radio-Canada de 1968 à 1981. Il est le père de Sophie Thibault, chef d'antenne du réseau TVA.
- Robert L'Herbier (né Robert Samson) (1921-2008)

## Politiciens

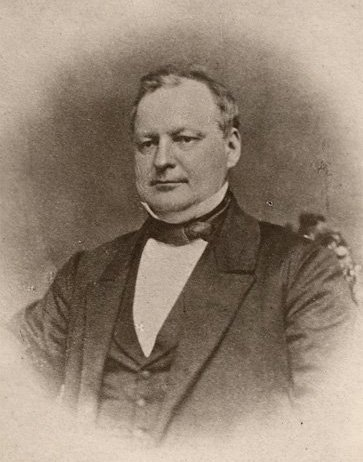
François Lemieux, député provincial du comté de Lévis de 1854 à 1861 et ministre des travaux publics de 1855 à 1856 et de 1856 à 1857

- Alphonse Bernier (1861-1944), né à Lévis, député du Parti conservateur au fédéral et maire de Lévis de 1907 à 1917.
- François Lemieux (1811-1864) né à Lévis, député provincial du comté de Lévis de 1854 à 1861 et ministre des travaux publics de 1855 à 1856 et de 1856 à 1857.
- Ghislain Lebel (1946-), né à Lévis, député du Bloc québécois de (1993-2002) et candidat dans la course à la chefferie du Parti québécois en 2005.
- Jean-Cléophas Blouin (1864-1934), né à Lévis, député libéral au provincial dans le comté de Lévis de 1901 à 1911 et maire de Lévis de 1927 à 1929.
- Joseph Samson (1771-1843), né à Saint-Joseph-de-la-Pointe-Lévy, député du comté de Dorchester.
- Joseph-Edmond Roy (1858-1913) né à Lévis, historien et maire de Lévis de 1896 à 1900.
- Louis-Honoré Fréchette (1839-1908), né à Saint-Joseph-de-la-Pointe-Lévy, écrivain et député libéral de Lévis de 1874 à 1878.
- Maurice Bourget (1907-1979), né à Lauzon, député fédéral de 1940 à 1962, sénateur libéral de 1962 à 1966 et président du Sénat canadien de 1963 à 1966.
- Thomas Vien (1881-1972), né à Lauzon, député fédéral en 1917, 1921, 1935 et 1940, sénateur en 1942 et président du Sénat de 1943 à 1945.

## Religion

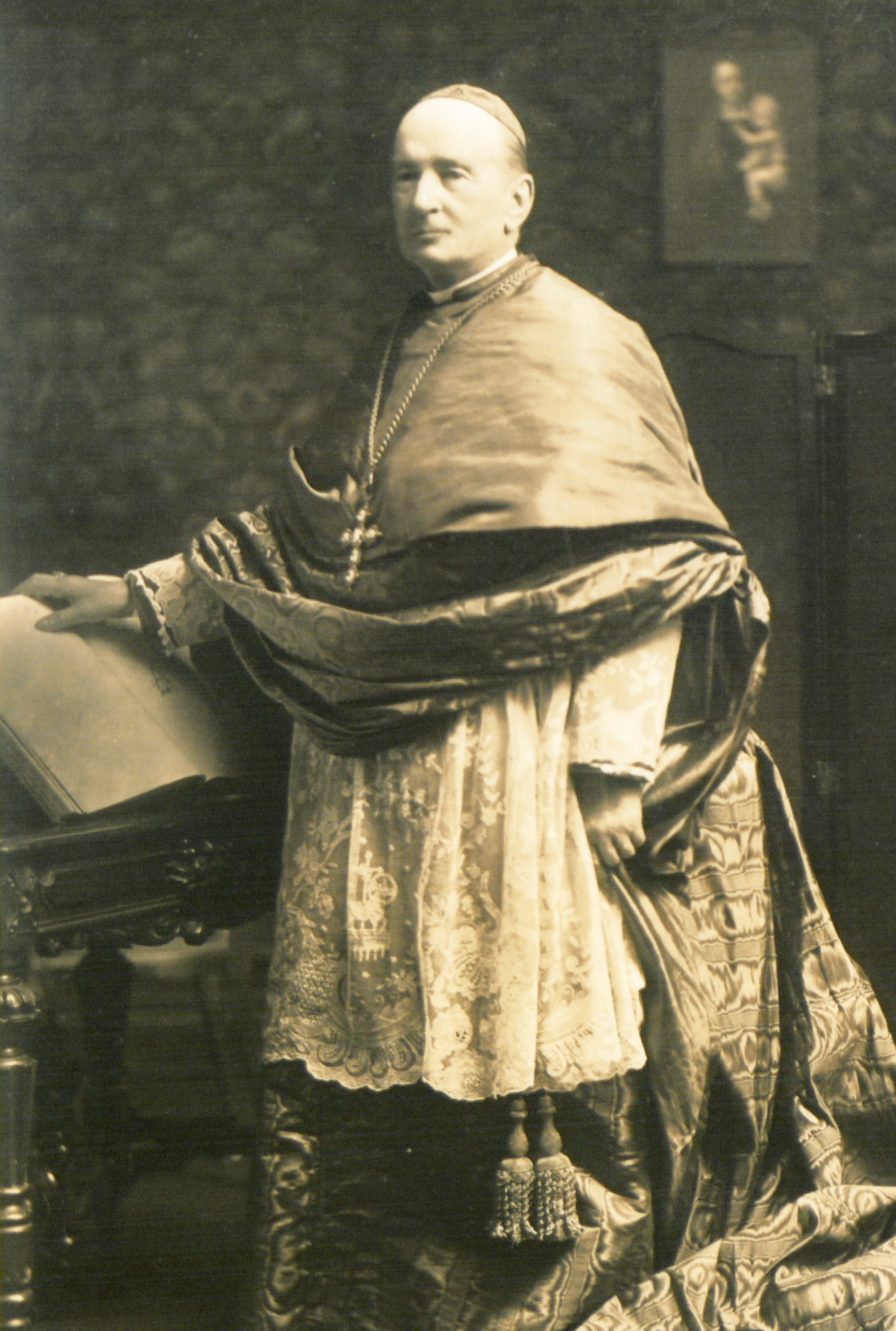
Le cardinal Louis-Nazaire Bégin

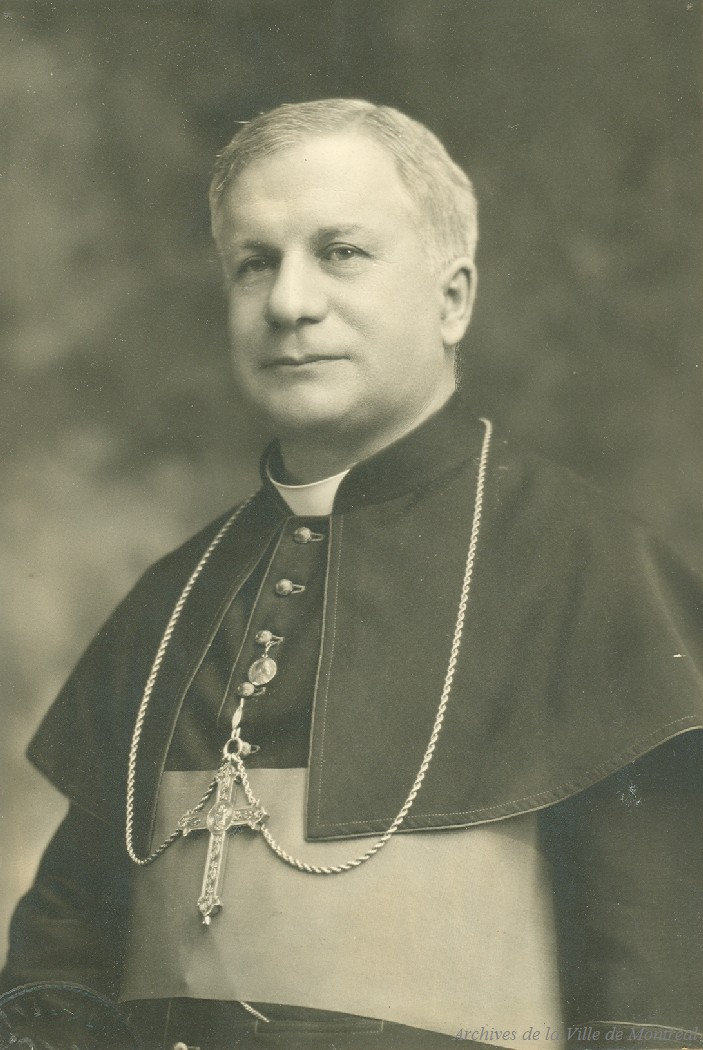
Joseph-Jean-Baptiste Hallé, né à dans l'ancien village de Sarosto

- Louis-Nazaire Bégin (1840-1925), né à Lévis, archevêque de Québec de 1898 à 1935, cardinal en 1914.

- Charles-Omer Garant (1899-1962), né à Lévis, évêque auxiliaire de Québec.
- Ignace Bourget (1799-1885), né à Saint-Joseph-de-la-Pointe-Lévy, évêque de Montréal de 1840 à 1876.
- Jean Gagnon (1941-2016), né à Lauzon, évêque du diocèse de Gaspé de 2002 à 2016.
- Joseph-Jean-Baptiste Hallé (1874-1939), né à dans l'ancien village de Sarosto, évêque de Pétrée (aujourd'hui Pétra en Jordanie) et évêque du diocèse de Hearst dans le district du Nord-Ontario de la Province de l'Ontario

- Alfred Pampalon (1867-1896), né à Lévis, rédemptoriste déclaré vénérable, par le pape Jean-Paul II le 14 mai 1991.

## Sciences
- Gilles Fontaine (1948-2019), né à Lévis, astrophysicien.

## Sports
Autres sportifs
- Charles Dionne (1979-), né à Saint-Rédempteur, cycliste, il a remporté, entre autres, le Grand Prix de San Francisco en 2002 devançant Lance Armstrong.
- Charles Hamelin (1984-), né à Lévis. Patineur de vitesse sur piste courte, médaillé aux Jeux olympiques d'hiver de Turin en 2006, de Vancouver en 2010 et de Sotchi en 2014.
- Dominick Gauthier (1973-), né à Lévis, champion mondial de la coupe du monde de ski acrobatique à Lillehammer en 1994.
- Valérie Welsh (1988-), né à St-Nicolas. Nageuse en nage synchronisée, médaillée de bronze au championnat du monde de 2010, médaillée d'or aux Jeux panaméricains 2011, quatrième aux Jeux olympiques d'été de Londres en 2012.
- Kalyna Roberge (1986-), née à Saint-Étienne-de-Lauzon, médaillée d’argent à l’épreuve du relais 3000 mètres aux XXes Jeux olympiques d'hiver de Turin en 2006.
- Laurent Dubreuil (1992-), né à Lévis le 25 juillet 1992, patineur de vitesse au 500 mètres et au 1000 mètres. Il a participé aux XXIIIes Jeux olympiques d'hiver de Pyeongchang en 2018.

Baseball
- Christian Chénard (1974-), né à Lévis dans la paroisse Notre-Dame du Vieux-Lévis, joueur de baseball professionnel.
- Georges Maranda (1932-2000), né à Lévis, joueur de baseball professionnel.

Course automobile
- Jacques Duval (1934-), né à Lauzon, coureur automobile, animateur, chroniqueur de musique et chroniqueur automobile.

Football
- Geoffrey Cantin-Arku (1998- ), secondeur de football des Alouettes de Montréal.

Hockey professionnel
- André Lacroix (1945-), né à Lauzon, joueur de hockey dans la LNH et l'AMH.
- David Gosselin (1977-), né à Lévis.
- Martin Roy (1972-), né à Lauzon, joueur dans la LHJMQ,
- Pierre-Luc Létourneau-Leblond (1985-), né à Lévis, joueur de hockey.